# Vagenatha albispina
Vagenatha albispina är en stekelart som först beskrevs av Cameron 1902.  Vagenatha albispina ingår i släktet Vagenatha och familjen brokparasitsteklar. Inga underarter finns listade i Catalogue of Life.